# Walter Francis White
Walter Francis White (1 de julho de 1893 — 21 de março de 1955) foi um ativista dos direitos civis americano que chefiou a Associação Nacional para o Progresso de Pessoas de Cor (NAACP) por quase um quarto de século e dirigiu um amplo programa de desafios legais para segregação e privação de direitos. Ele também foi um jornalista, romancista e ensaísta. Ele se formou em 1916 pela Universidade de Atlanta, uma faculdade historicamente negra.